# Acacia acuaria
Acacia acuaria é uma espécie de leguminosa do gênero Acacia, pertencente à família Fabaceae.